# 中川行孝
中川 行孝（なかがわ ゆきたか、1950年1月2日 - ）は、日本の政治家。富山県上市町長（2期）。

## 来歴
上市町出身。駒澤大学卒業。上市町役場に入庁。
2001年4月、上市厚生病院（現かみいち総合病院）事務局長。2008年4月、上市町総務課長兼企画課長。2010年4月、再任用により総務課長兼企画課長。2013年4月、上市町副町長に就任。公益社団法人上市町シルバー人材センター理事長を歴任。2017年7月、上市町副町長辞職。前町長から事実上の後継指名を受ける。
2017年10月1日、任期満了に伴う上市町長選は投開票され、前副町長の中川が、元北陸銀行部長の久保銈司郎（けいしろう）を破り、初当選を果たした。
※当日有権者数：18,000人 最終投票率：63.1%（前回比：.pts）
| 候補者名   | 年齢 | 所属党派 | 新旧別 | 得票数  | 得票率 | 推薦・支持                 |
| ---------- | ---- | -------- | ------ | ------- | ------ | -------------------------- |
| 中川行孝   | 67   | 無所属   | 新     | 8,883票 | 80.63% | （推薦）自由民主党・公明党 |
| 久保銈司郎 | 74   | 無所属   | 新     | 2,134票 | 19.37% |                            |

2021年3月、上市町議会本会議で任期満了に伴う上市町長選挙への出馬を表明し、自由民主党富山県支部連合会や連合富山の推薦を受け、同年9月28日、告示され、無投票で再選。